# Kevin Spacey

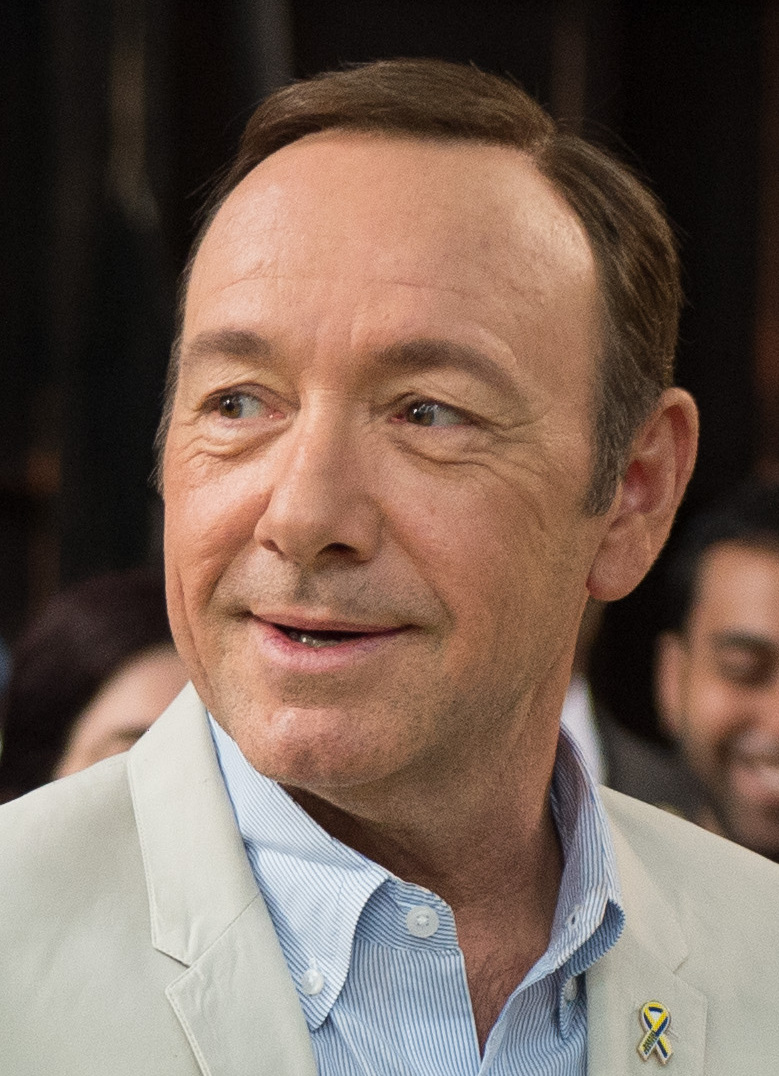
Kevin Spacey (2013)

Kevin Spacey Fowler, KBE, (* 26. Juli 1959 in South Orange, New Jersey) ist ein US-amerikanischer Schauspieler, Film- und Theaterregisseur sowie Film- und Fernsehproduzent. Seit Mitte der 1980er-Jahre bekleidete er über 80 Rollen in Film- und Fernsehproduktionen. Für seine Leistungen in den Kinofilmen Die üblichen Verdächtigen (1995) und American Beauty (1999) wurde er mit dem Oscar ausgezeichnet. 
Von 2003 bis 2015 war er künstlerischer Leiter des Londoner Old Vic Theatre. In den 2010er-Jahren rief er sich einem weltweiten Publikum durch seine Darstellung als machthungriger Politiker Francis „Frank“ Underwood in der Fernsehserie House of Cards (2013–2017) in Erinnerung, die ihm einen Golden Globe Award einbrachte. 1991 erhielt er einen Tony Award für seine Darstellung des Uncle Louie in Lost in Yonkers.
Bei den Filmfestspielen in Cannes 2025 wurde er aufgrund seiner schauspielerischen Tätigkeiten für sein Lebenswerk geehrt.

## Leben und Werk

### Kindheit und Jugend
Kevin Spacey wurde als Sohn der Sekretärin Kathleen A. (1931–2003) sowie des Technischen Redakteurs Thomas Geoffrey Fowler (1924–1992) in South Orange im US-Bundesstaat New Jersey geboren. Als er dreieinhalb Jahre alt war, zog die Familie zusammen mit ihm und seinen älteren Geschwistern Julie und Randy in einen Vorort von Los Angeles. In der kalifornischen Metropole besuchte Spacey später die Kadettenanstalt von Northridge, von der er allerdings verwiesen wurde. In der elften Klasse wechselte er schließlich von der Canoga Park High School an die Chatsworth High School, wo er erste ernsthaftere Schauspielerfahrungen sammelte und die er als Jahrgangsbester verließ. Auf der Chatsworth High spielte Spacey unter anderem den Georg Ludwig von Trapp in dem Musical The Sound of Music. In dieser Zeit nahm er den Geburtsnamen seiner Mutter an. Verschiedene Berichte geben fälschlicherweise an, er habe den Namen zu Ehren des Schauspielers Spencer Tracy angenommen, indem er dessen Vor- und Nachnamen kombiniert habe. Nach seiner Zeit an der Highschool versuchte sich Spacey zunächst einige Jahre lang als Stand-up-Comedian, bevor er zwischen 1979 und 1981 an der Juilliard School in New York City Schauspiel studierte.

### Theater
Spaceys erster professioneller Schauspielauftritt war der eines Lanzenträgers in einer Inszenierung des ersten Teils des Dramas Heinrich VI. auf dem New York Shakespeare Festival 1981. Im folgenden Jahr gab er als Oswald in Henrik Ibsens Gespenster sein Debüt am Broadway. Anschließend übernahm er den Part des Philinte in Molières Der Menschenfeind, bevor er 1984 erstmals in David Rabes Hurlyburly spielte. Er übernahm dann in Rotation jede männliche Rolle des Stückes und wirkte auch in der Leinwandversion von 1998 als Mickey mit. Nach einem Auftritt in Anton Tschechows Die Möwe folgte 1986 ein Engagement in einem Dinner-Theater in New Jersey, wo er in Anthony Shaffers Revanche mitwirkte.
Bekanntheit als Theaterschauspieler erlangte Spacey 1986, als er neben Jack Lemmon, Peter Gallagher und Bethel Leslie als Jamie in Jonathan Millers von der Kritik hochgelobter Produktion Eugene O’Neills Eines langen Tages Reise in die Nacht spielte. Seinen ersten großen Fernsehauftritt hatte er in einer Folge der Krimiserie Crime Story, in der er 1987 einen Senator aus dem Kennedy-Clan spielte. Obwohl sich sein Interesse immer mehr dem Film zuwandte, spielte Spacey auch in den folgenden Jahren in mehreren Broadway-Produktionen. 1991 gewann er einen Tony Award für seine schauspielerische Darbietung des Uncle Louie in Neil Simons Lost in Yonkers.

### Film und Serien
Zu Beginn seiner Filmkarriere spielte Spacey unter anderem einen exzentrischen Millionär in der Fernsehserie L.A. Law – Staranwälte, Tricks, Prozesse, erneut an der Seite von Jack Lemmon in dem Fernsehfilm The Murder of Mary Phagan (1988) sowie in der Komödie Die Glücksjäger mit Richard Pryor und Gene Wilder (1989). Einem größeren Publikum wurde er als verrückter Waffenhändler Mel Profitt in der Fernsehserie Wiseguy bekannt. Spacey etablierte sich als Charakterschauspieler und wurde für größere Rollen, wie beispielsweise in der Tragikomödie No Panic – Gute Geiseln sind selten (1994), der Satire Unter Haien in Hollywood oder dem Drama Glengarry Glen Ross (1992) an der Seite von Jack Lemmon, Al Pacino und Ed Harris verpflichtet.

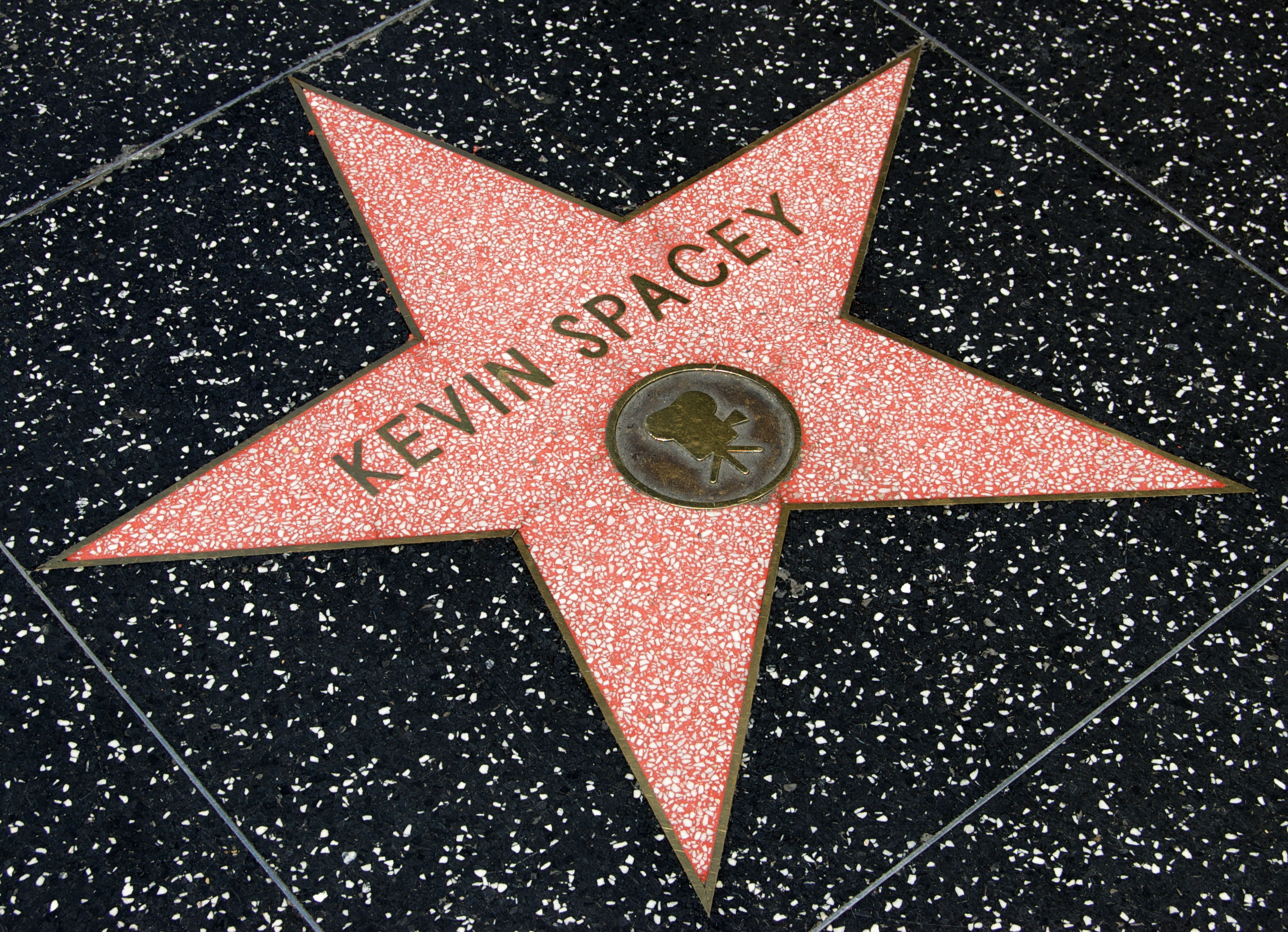
Kevin Spaceys Stern auf dem Hollywood Walk of Fame

Internationale Bekanntheit erlangte Spacey 1995 durch seine Rolle als rätselhafter Krimineller Verbal Kint in Bryan Singers Die üblichen Verdächtigen, für die er 1996 mit dem Oscar als Bester Nebendarsteller ausgezeichnet wurde. Im selben Jahr spielte er in dem Thriller Sieben mit Brad Pitt und Morgan Freeman, in dem er erst spät, und ohne im Vorspann genannt zu werden, als Serienkiller John Doe seinen Auftritt hat. 1996 spielte er in der Verfilmung von John Grishams Die Jury einen Staatsanwalt und gab zudem mit Albino Alligator sein Regiedebüt. Obwohl Spaceys Arbeit von der Kritik gelobt wurde, war der Film ein finanzieller Misserfolg.
1997 gründete Spacey die Produktionsfirma Trigger Street Productions (CEO ist Dana Brunetti). Der Name Triggerstreet entstand bereits in Spaceys Jugend, basierend auf der gleichnamigen Straße in seiner Umgebung. Neben größeren Filmproduktionen wie Casino Jack, Safe – Todsicher und Recount ermöglicht er damit auch neuen Talenten den Einstieg ins Filmgeschäft. In Zusammenarbeit mit Jameson First Shot werden in Form eines Talentwettbewerbs Drehbücher von jungen Regisseuren umgesetzt, 2012 auch mit Spacey in der Hauptrolle.
Als Schauspieler übernahm er weitere Hauptrollen in Hollywood-Produktionen wie L.A. Confidential (1997), Mitternacht im Garten von Gut und Böse (1997) oder Verhandlungssache (1998). Hervorzuheben ist seine Rolle in American Beauty als desillusionierter Familienvater Lester Burnham im Jahr 1999, wofür er seinen zweiten Oscar erhielt, diesmal als Bester Hauptdarsteller. Für diese Darstellung wurde Spacey außerdem mit dem Chlotrudis Award als „Bester Schauspieler“ ausgezeichnet. Für seine Rolle in der Broadway-Produktion The Iceman Cometh wurde er erneut für den Tony Award nominiert.
1999 erhielt er einen Stern auf dem Hollywood Walk of Fame.

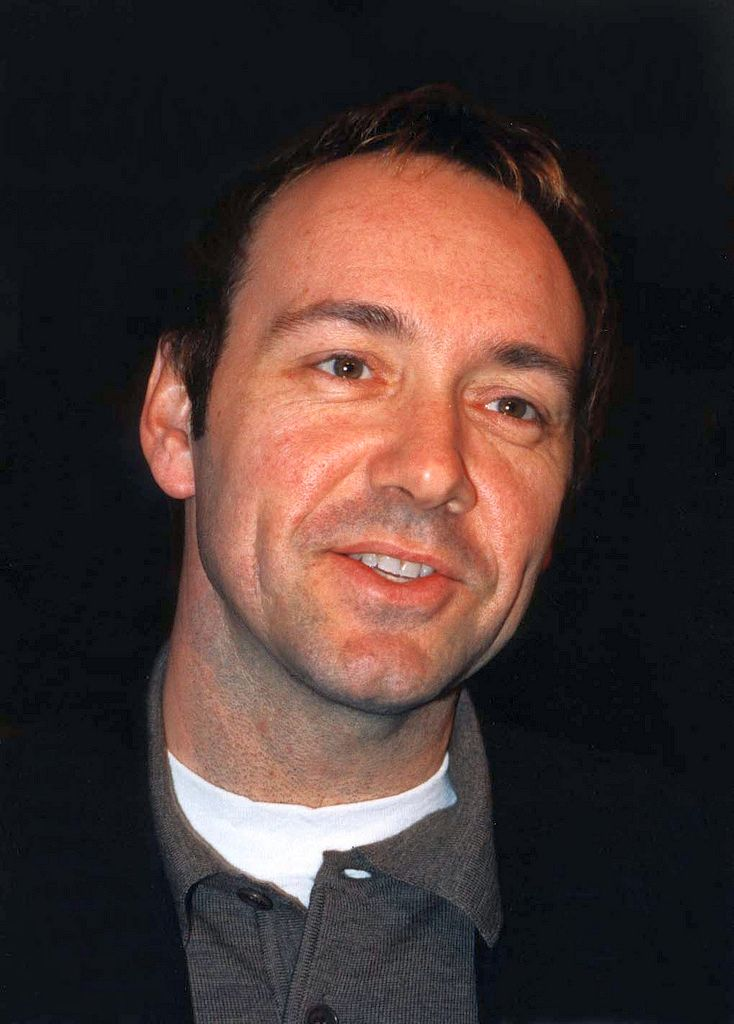
Kevin Spacey (1996)

In den folgenden Jahren spielte Spacey den physisch und emotional vernarbten Lehrer Eugene Simonet in Das Glücksprinzip (2000), in K-PAX – Alles ist möglich (2001) einen Patienten in einer geschlossenen Anstalt, der behauptet, ein Außerirdischer zu sein, sowie in Das Leben des David Gale (2003) einen zum Tode verurteilten Aktivisten gegen die Todesstrafe. In der von ihm selbst inszenierten Filmbiographie Beyond the Sea – Musik war sein Leben (2004), die in und um Berlin gedreht wurde, übernahm er die Rolle des Sängers Bobby Darin. Das Werk war nach seinen eigenen Angaben ein lang gehegter Traum, wobei er neben dem Spielen der Hauptrolle auch am Drehbuch mitwirkte und Regie führte. Im Film wie auf dem Soundtrack sang Spacey alle Stücke selbst, außerdem trat er nach der Veröffentlichung von Beyond the Sea mit den Liedern auf verschiedenen Tribut-Konzerten auf. Für seine Gesangsdarbietung erhielt Spacey überwiegend positive Kritiken, außerdem war er als Bester Hauptdarsteller in einer/m Komödie/Musical für die Golden Globe Awards 2005 nominiert. Dennoch wurde allgemein kritisiert, dass Spacey für die Rolle des jungen Bobby Darin zu alt gewesen sei.
2006 spielte Spacey Lex Luthor im Film Superman Returns. Obwohl der Film überwiegend negative Kritiken erhielt, wurde zumindest Spaceys Darstellung als Bösewicht gelobt. Weitere Auftritte hatte der Schauspieler an der Seite von Morgan Freeman und Justin Timberlake in dem Film Edison (2006), der lediglich direkt auf DVD veröffentlicht wurde, sowie als MIT-Professor im Film 21 mit Kate Bosworth, Laurence Fishburne und Jim Sturgess. 21 basiert auf dem Bestseller Bringing Down the House: The Inside Story of Six MIT Students Who Took Vegas for Millions von Ben Mezrich. 2009 spielte Spacey an der Seite von George Clooney, Ewan McGregor und Jeff Bridges in dem Film Männer, die auf Ziegen starren. In der Netflix-Fernsehserie House of Cards, von der zwischen 2013 und 2018 sechs Staffeln produziert wurden, spielte Spacey die Hauptrolle des amerikanischen Kongressabgeordneten Francis Underwood, der besonders skrupellos und manipulativ agiert und in immer höhere Regierungsämter aufsteigt. Diese mit hohem Budget produzierte Serie (50 Mio. Dollar je Staffel) wurde bei Kritik und Publikum zu einem großen Erfolg. Sie brachte Spacey auch mehrere Nominierungen ein, wie für den Emmy-Award und den Golden Globe Award.
Am 3. November 2017 kündigte Netflix an, Spacey wegen der gegen ihn erhobenen Belästigungsvorwürfe als Hauptdarsteller der Serie zu entlassen. Ende 2018 wurde dann eine sechste und letzte Staffel ausgestrahlt. Spacey wirkte nicht mehr mit. Während die ersten fünf Staffeln der Serie auf eine überwiegend positive Resonanz stießen, wurde diese letzte Staffel kritisch bewertet. Häufig wurde bemängelt, dass die Serie ohne die von Spacey verkörperte Figur des skrupellosen Politikers Underwood nicht funktionieren würde. Ebenfalls kündigte Netflix an, den Spielfilm Gore von Michael Hoffman nicht zu veröffentlichen. Spacey hatte in dem Film, der auf einem Buch von Jay Parini basierte, Gore Vidal (1925–2012) dargestellt. Anfang November 2017 wurde zudem bekannt, dass Spacey aus Ridley Scotts eigentlich bereits fertiggestelltem Spielfilm Alles Geld der Welt entfernt und durch Christopher Plummer ersetzt werden würde. Spacey hatte in dem Thriller die Rolle von J. Paul Getty verkörpert.
Spaceys bislang letzter Kinofilm Billionaire Boys Club, der noch vor der Missbrauchsaffäre produziert worden war, wurde im Sommer 2018 zu einem riesigen Flop und spielte am ersten Wochenende nur rund 600 Dollar ein. In Deutschland wurde der Film nicht im Kino gezeigt. Im Jahr 2021 wurde bekannt, dass Spacey zum ersten Mal nach den Belästigungsvorwürfen eine Rolle im Film The Man Who Drew God des Produzenten Louis Nero bekommen haben soll. Im August 2021 filmte Spacey laut Medienberichten Szenen für den Film Peter Five Eight von Michael Zaiko Hall.
In den deutschen Synchronfassungen ist Till Hagen seit 1995 Spaceys Standardstimme. In einigen früheren Produktionen sowie in Ein ganz gewöhnlicher Dieb – Ordinary Decent Criminal (2000) wurde Spacey von Reinhard Kuhnert gesprochen. In Die üblichen Verdächtigen lieh ihm Udo Schenk seine Stimme. In Wolfgang Petersens Film Outbreak – Lautlose Killer von 1995 wurde er von Gerhard Mohr gesprochen.
Bei den Filmfestspielen in Cannes 2025 wurde er aufgrund seiner schauspielerischen Tätigkeiten für sein Lebenswerk geehrt.

### Künstlerischer Leiter des Old Vic

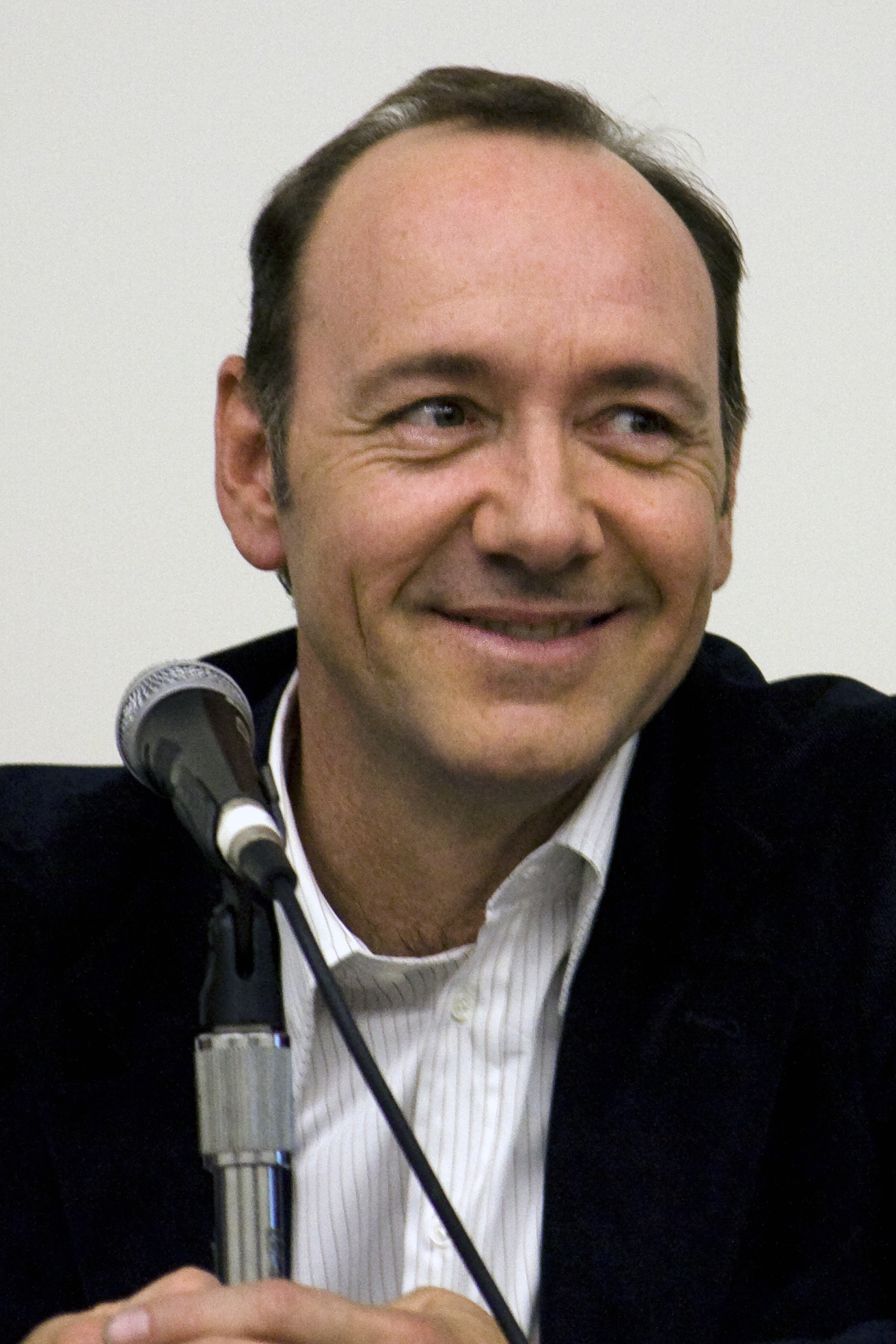
Kevin Spacey (2008)

Von Februar 2003 bis Oktober 2015 war Spacey als künstlerischer Leiter am Londoner Old Vic Theatre tätig. Auf einer Pressekonferenz mit Judi Dench und Elton John erklärte er, sowohl selbst schauspielerisch tätig zu sein, als auch einige bekannte Kollegen nach London holen zu wollen. Sein Vertrag am Old Vic belief sich zunächst auf zehn Jahre. Er war aber auch noch danach am Old Vic tätig. Spaceys erste Theatersaison begann im Herbst 2004 mit der britischen Premiere von Maria Goos’ Cloaca, bei der er selbst Regie führte und dafür gemischte Kritiken erhielt. Im Frühjahr 2005 stand er in den Stücken National Anthems von Dennis McIntyre und Philadelphia Story von Philip Barry selbst auf der Bühne. 2006 war er in Shakespeares Richard II in der Titelrolle am Old Vic zu sehen. Regie führte Trevor Nunn. In dieser Rolle trat Spacey mit dem Old Vic Ensemble im Rahmen der Ruhrfestspiele 2006 auch in Recklinghausen auf. Greg Wise, der Gatte von Emma Thompson, spielte in dieser Inszenierung seinen Gegenspieler.
In der Saison 2006 erlebte Spacey mit der von Robert Altman inszenierten Produktion von Arthur Millers letztem Theaterstück Resurrection Blues einen Misserfolg. Trotz eines namhaften Ensembles, unter anderem mit Neve Campbell und Matthew Modine, erhielt die Inszenierung überwiegend schlechte Kritiken, sodass die Vorstellungen auch mangels Publikumsinteresses bereits nach wenigen Wochen eingestellt werden mussten. Im selben Jahr spielte Spacey mit Colm Meaney und Eve Best in Eugene O’Neills A Moon for the Misbegotten (Ein Mond für die Beladenen). Diese Produktion erhielt positive Kritiken und wurde 2007 schließlich auch am Broadway aufgeführt. Im Frühjahr 2008 spielte Spacey unter der Regie von Matthew Warchus mit Jeff Goldblum und Laura Michelle Kelly in David Mamets Stück Speed-the-plow (Die Gunst der Stunde) den Filmproduzenten Charlie Fox. Das Stück war ebenfalls im Rahmen der Ruhrfestspiele 2008 in Recklinghausen zu sehen.
Im Januar 2009 führte Spacey Regie bei der Inszenierung von Joe Suttons Complicit mit Richard Dreyfuss, David Suchet und Elizabeth McGovern. Im Oktober 2009 hatte das Stück Inherit the Wind (Wer den Wind sät) von Jerome Lawrence und Robert E. Lee, mit Kevin Spacey in der Rolle des Verteidigers Henry Drummond, in der Inszenierung von Trevor Nunn am Old Vic Premiere.

### Sonstiges
Spacey ist außerdem bekannt für seine Imitationen, die er in verschiedenen Comedyserien und Talkshows präsentierte. Bei seinem Auftritt Inside the Actors Studio (dt. Titel Ungeschminkt) lieferte er auf Anregung des Gastgebers James Lipton kurze Parodien von James Stewart, Johnny Carson, Katharine Hepburn, Clint Eastwood, John Gielgud, Marlon Brando, Christopher Walken, Al Pacino und Jack Lemmon. Spacey war bislang zweimal Gastgeber des US-amerikanischen Comedy-Formats Saturday Night Live, wo er Parodien unter anderem von Christopher Walken, Walter Matthau und Jack Lemmon darbot.
2001 moderierte Spacey zusammen mit Judi Dench im Old Vic Theatre die Unite for the Future Gala, eine Benefizveranstaltung zugunsten der britischen Opfer der Anschläge vom 11. September 2001 sowie für Ärzte ohne Grenzen.
Neben seinen musikalischen Darbietungen im Umfeld des Films Beyond the Sea war Spacey zu verschiedenen Anlässen als Musiker tätig. Das Dean-Martin-Tributealbum Forever Cool aus dem Jahr 2007 enthält mit „Ain’t That a Kick in the Head“ und „King of the Road“ zwei Duette mit Spacey und der Stimme von Dean Martin. Bei einem Konzert zu Ehren von John Lennon im Jahr 2001 stand Spacey als Moderator auf der Bühne und präsentierte zudem seine Version von Mind Games. Für den Soundtrack von Mitternacht im Garten von Gut und Böse steuerte er den Song That Old Black Magic bei.
Im November 2005 wurde Spacey der Ehrendoktortitel als Doctor of Letters von der London South Bank University verliehen. Im Juni 2008 wurde er zum Cameron Mackintosh Visiting Professor of Contemporary Theatre am St Catherine’s College der University of Oxford ernannt. Damit löste er Patrick Stewart als Gastprofessor ab. Am 13. Oktober 2008 wurde Spacey offiziell in seinem Amt begrüßt. Im Dezember 2007 moderierte Spacey zusammen mit Uma Thurman das Konzert im Rahmen der Verleihung des Friedensnobelpreises.
Am 3. November 2010 erhielt Spacey den britischen Verdienstorden Commander of the Order of the British Empire (CBE), die dritte Stufe des Ritterordens. Die Auszeichnung für seine Verdienste um das Schauspiel wurde von Prinz Charles im Namen von Königin Elisabeth II. im Clarence House verliehen. Im Juni 2015 wurde Spacey für die Verdienste um das Old Vic von Elisabeth II. ehrenhalber zum Knight Commander of the British Empire ernannt. Da er keinem Commonwealth Realm angehört, wurde er jedoch nicht in den Adelsstand erhoben.
Spacey sitzt zudem im Aufsichtsrat des Motion Picture and Television Fund.
Im Rahmen seiner 2008 gegründeten Kevin Spacey Foundation engagierte er sich stark für die Ausbildung und Förderung junger Talente in Schauspiel, als Drehbuchautor, Produzent und Regisseur. Er gibt sein Wissen weiter ganz im Sinne der Philosophie: „If you have done well in whatever business you are in, it is your duty to send the elevator back down and try to help bring up the next generation of undiscovered talent.“ Die britische Niederlassung der Stiftung wurde im Februar 2018 geschlossen.
Im 2014 erschienenen Computerspiel Call of Duty: Advanced Warfare spielte Spacey die Rolle des Bösewichts, indem Aussehen und Stimme per Motion Capture aufgenommen und im Spiel umgesetzt wurden.
Um weltweit noch mehr angehende Schauspieler erreichen zu können, gab er mit Hilfe der Plattform Masterclass.com zwischen 2016 und 2017 auch online Schauspielunterricht. Nach Bekanntwerden der Belästigungsvorwürfe beendete Masterclass die Zusammenarbeit und bietet Spaceys Kurs nicht mehr an.
Nachdem er wegen Vorwürfen sexueller Belästigung 2017 seine Film- und Fernsehkarriere vorläufig hatte beenden müssen, meldete er sich 2018 mit dem Video Let me be Frank zurück. Im Jahr 2019 trat Spacey mit der Lesung des Gedichts Der Boxer von Gabriele Tinti in Erscheinung. Er trug es im Palazzo Massimo neben der Statue Faustkämpfer vom Quirinal vor.
Im November 2021 urteilte ein Schiedsgericht nach einem mehr als dreijährigen Rechtsstreit, dass Spacey der Produktionsfirma von House of Cards ca. 31 Millionen Dollar wegen Vertragsbruchs zu zahlen habe. Er habe gegen die Verhaltensrichtlinien verstoßen, die er mit der Produktionsfirma Media Rights Capital (MRC) vereinbart hatte. MRC hatte Spacey nach Missbrauchsvorwürfen entlassen, die Produktion der sechsten Staffel musste gestoppt, die Serie umgeschrieben und gekürzt werden, was zu Verlusten in zweistelliger Millionenhöhe geführt habe.

### Privatleben

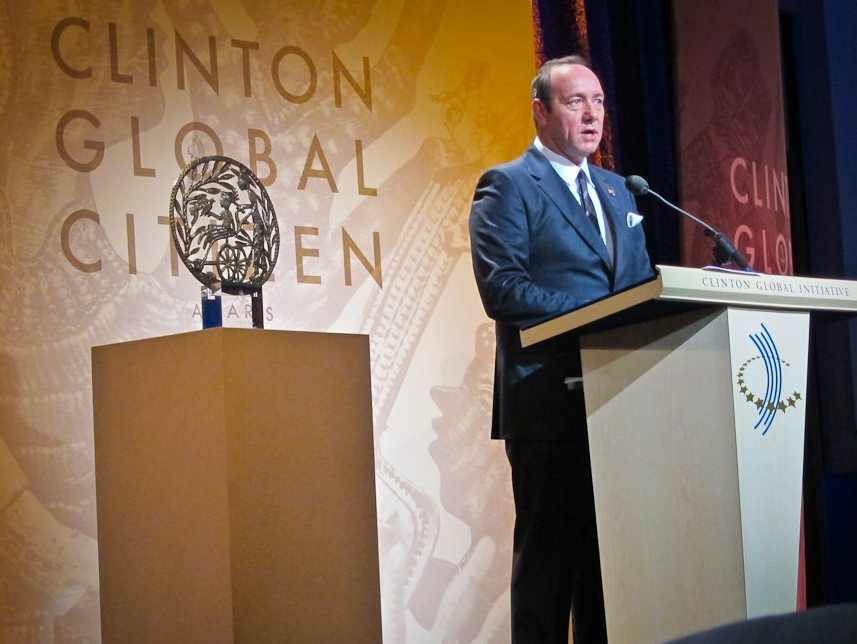
Kevin Spacey auf einer Veranstaltung der William J. Clinton Foundation (2010)

Zwischen 1992 und 2000 war Spacey mit Dianne Dreyer liiert, der Script Supervisorin von Anthony Minghella, M. Night Shyamalan und Sydney Pollack. Ferner behauptete auch die Schauspielkollegin April Winchell, dass sie und Spacey nach der Highschool-Zeit eine Beziehung geführt hätten.
Spacey ist Unterstützer der Demokratischen Partei und Freund des früheren US-Präsidenten Bill Clinton, den er bereits vor dessen Präsidentschaft kennengelernt hatte. Nach Angaben der Federal Election Commission spendete Spacey bis 2006 etwa 42.000 US-Dollar an demokratische Kandidaten und Komitees. Außerdem hatte Spacey einen Cameo-Auftritt in der politischen Satire President Clinton: Final Days, die von der Regierung Clinton für das Jahresdinner der Journalistenorganisation White House Correspondents’ Association produziert wurde.
Im September 2006 erklärte Spacey, für mindestens neun weitere Jahre am Old Vic zu bleiben und so schnell wie möglich die britische Staatsbürgerschaft annehmen zu wollen. 2015, nachdem er wegen seiner Verdienste von Prinz Charles, im Namen von Königin Elisabeth II., zum Ritter ehrenhalber geschlagen worden war, sprach er davon, das Land habe ihn „adoptiert“.
Im September 2007 traf Spacey den damaligen venezolanischen Staatspräsidenten Hugo Chávez. Gegenüber der Presse sprach keiner der Beteiligten über das Treffen, allerdings ist bekannt, dass beide das mit öffentlichen Geldern finanzierte Filmstudio Cinema Villa besuchten.
Im Juni 2024 hat der Schauspieler in der Fernsehsendung Piers Morgan Uncensored über seine hohen Geldschulden gesprochen. Das Interview beleuchtet die für Spacey negativen Auswirkungen der Gerichtsprozesse in den vergangenen Jahren.

### Vorwürfe sexueller Belästigung
Kurz nach Bekanntwerden des Weinstein-Skandals gab der Schauspieler-Kollege Anthony Rapp Ende Oktober 2017 in einem Interview mit BuzzFeed an, er sei 1986 im Alter von 14 Jahren auf einer Party vom damals 26-jährigen, alkoholisierten Spacey sexuell belästigt worden. Spacey antwortete Rapp auf dem Mikroblogging-Dienst Twitter, er könne sich nach 30 Jahren nicht mehr erinnern. Falls es jedoch tatsächlich zu einem solchen Vorfall gekommen sein sollte, entschuldige er sich für das „unangemessene betrunkene Verhalten“. Zudem outete er sich bei dieser Gelegenheit erstmals öffentlich als homosexuell, nachdem er zuvor sein Privatleben vehement von der Presse abgeschirmt hatte. Einige Kollegen aus dem Showbusiness sowie LGBT-Aktivisten warfen ihm daraufhin vor, indirekt einen Zusammenhang zwischen sexueller Übergriffigkeit und Homosexualität herzustellen. Nachdem die ersten Anschuldigungen öffentlich geworden waren, gaben gegenüber CNN acht weitere Männer an, von Spacey sexuell belästigt worden zu sein.
Infolge der Vorwürfe trennte sich Spaceys Agentur von ihm. Am 3. November 2017 beendete auch der Streamingdienst Netflix mit sofortiger Wirkung die Zusammenarbeit mit Kevin Spacey und kündigte eigene Untersuchungen an, nachdem auch einige Kollegen der Serie House of Cards Vorwürfe sexueller Belästigung erhoben hatten. Wenige Tage später wurde bekannt, dass Ridley Scott alle Szenen mit Spacey aus seinem neuesten Film Alles Geld der Welt herausschneiden und mit Christopher Plummer nachdrehen würde. Der Film kam im Dezember 2017 ohne Szenen mit Spacey ins Kino.
Kurz nach den Vorwürfen gegen Spacey meldete sich dessen Bruder Randall Fowler zu Wort: Er berichtete von sexuellen Misshandlungen durch den sadistischen und rassistischen Vater.

#### Prozess und Freispruch in New York
2020 erstattete Anthony Rapp Strafanzeige wegen der mutmaßlichen sexuellen Belästigung, die jedoch mangels Beweisen vom zuständigen Gericht verworfen wurde. In einem anschließenden Zivilprozess forderte Rapp von Spacey 40 Millionen Dollar Schmerzensgeld. Am 20. Oktober 2022 wurde Spacey auch in diesem Verfahren in allen Klagepunkten freigesprochen. Die im Konjunktiv formulierte Bitte um Entschuldigung, die Spacey Rapp gegenüber via Twitter ausgesprochen hatte, bereute Spacey nun: „Ich habe eine Lektion gelernt. Entschuldige dich nie für etwas, das du nicht getan hast.“

#### Prozess und Freispruch in London
In England beschuldigte die Staatsanwaltschaft Spacey im Mai 2022 in zunächst fünf Fällen mit drei mutmaßlichen Opfern. Bei einer Anhörung im Juli 2022 erklärte er sich für nicht schuldig. Die Staatsanwaltschaft erweiterte daraufhin die Anklage um sieben weitere Fälle aus dem Zeitraum 2001 bis 2013 und um ein weiteres mutmaßliches Opfer. Im Januar 2023 erklärte Spacey sich bei einer erneuten Anhörung wiederum für unschuldig. Da er sich zu den Gerichtsterminen freiwillig aus den Vereinigten Staaten nach Großbritannien begeben hatte, wurde er nicht in Untersuchungshaft genommen. Am 28. Juni 2023 begann ein Strafprozess gegen ihn am Southwark Crown Court in London; es wurde eine Prozessdauer von mindestens vier Wochen erwartet.
Im Prozess räumte Spacey sexuelle Kontakte zu seinen Beschuldigern ein, erklärte jedoch, bei Äußerungen des Missfallens diese stets eingestellt zu haben. Anschuldigungen aggressiven Verhaltens wies er ebenso zurück wie die Beschuldigung, eine Machtposition ausgenutzt zu haben. Am 26. Juli 2023 wurde er in allen Punkten freigesprochen. Die Staatsanwaltschaft kündigte an, nicht in Berufung zu gehen.
Spaceys Karriere wurde durch diese im Zuge der #MeToo-Debatte aufgebrachten Vorwürfe dennoch abrupt unterbrochen und schwer beschädigt. In einem langen Interview mit Khuê Phạm in der Wochenzeitung Die Zeit im Juni 2023, vor dem Beginn seines Prozesses in England, deutete Spacey an, dass er von einigen Regisseuren und Produzenten wisse, die ihm Rollen anbieten würden, wenn er in London freigesprochen werde. Journalisten anderer deutschsprachiger Leitmedien bezweifelten dies auch nach dem Freispruch. So meinte Hanns-Georg Rodek (Die Welt), die Macht der sozialen Netzwerke mache eine Rehabilitierung fast unmöglich. Claudia Schwarz teilte in der Neuen Zürcher Zeitung diese Zweifel und sah in dem Fall ein warnendes Beispiel dafür, wie die Cancel Culture in ihrer moralischen Überheblichkeit Menschen, Karrieren und Existenzen zerstöre. Der Fall Spacey zeige exemplarisch die Zerstörungskraft des „woken Mobs“, für den auch ein Freispruch vor Gericht nicht mehr gelte.

## Filmografie

### Als Schauspieler
- 1986: Sodbrennen (Heartburn)
- 1987: Der Equalizer (The Equalizer, Fernsehserie, Episode 2x17)
- 1987: Long Day’s Journey Into Night (Fernsehfilm)
- 1987: Crime Story (Fernsehserie, Episode 2x01)
- 1988: Der Fall Mary Phagan (The Murder of Mary Phagan, Miniserie, 2 Episoden)
- 1988: Kampf gegen die Mafia (Wiseguy, Fernsehserie, 7 Episoden)
- 1988: Rocket Gibraltar
- 1988: Die Waffen der Frauen (Working Girl)
- 1989: Der Bischof des Teufels (Unsub, Fernsehserie, Episode 1x03)
- 1989: Die Glücksjäger (See No Evil, Hear No Evil)
- 1989: Dad
- 1990: Der Sündenfall (Fall from Grace, Fernsehfilm)
- 1990: Die Stärke der Macht (A Show of Force)
- 1990: Henry & June
- 1990: Leben um jeden Preis (When You Remember Me, Fernsehfilm)
- 1991: Darrow (Fernsehfilm)
- 1992: L.A. Law – Staranwälte, Tricks, Prozesse (L.A. Law, Fernsehserie, Episode 6x09)
- 1992: Glengarry Glen Ross
- 1992: Gewagtes Spiel (Consenting Adults)
- 1993: Tribeca (Fernsehserie, Episode 1x04)
- 1994: Iron Will – Der Wille zum Sieg (Iron Will)
- 1994: No Panic – Gute Geiseln sind selten (The Ref)
- 1994: Doomsday Gun – Die Waffe des Satans (Doomsday Gun, Fernsehfilm)
- 1994: Unter Haien in Hollywood (Swimming with Sharks)
- 1994: Dave Stewart: Jealousy (Musikvideo)
- 1995: Die üblichen Verdächtigen (The Usual Suspects)
- 1995: Outbreak – Lautlose Killer (Outbreak)
- 1995: Sieben (Seven)
- 1996: Die Jury (A Time to Kill)
- 1997: L.A. Confidential
- 1997: Mitternacht im Garten von Gut und Böse (Midnight in the Garden of Good and Evil)
- 1998: Verhandlungssache (The Negotiator)
- 1998: Hurlyburly
- 1998: Das große Krabbeln (A Bug’s Life, Stimme)
- 1999: American Beauty
- 1999: The Big Kahuna – Ein dicker Fisch (The Big Kahuna)
- 2000: Ein ganz gewöhnlicher Dieb – Ordinary Decent Criminal (Ordinary Decent Criminal)
- 2000: Das Glücksprinzip (Pay It Forward)
- 2001: Shackleton’s Antarctic Adventure (Dokumentar-Kurzfilm, Stimme)
- 2001: K-PAX – Alles ist möglich (K-PAX)
- 2001: Schiffsmeldungen (The Shipping News)
- 2002: The Tower of Babble (Kurzfilm, Stimme)
- 2002: Austin Powers in Goldständer (Austin Powers in Goldmember)
- 2003: State of Mind (The United States of Leland)
- 2003: Das Leben des David Gale (The Life of David Gale)
- 2003: Freedom: A History of US (Fernsehserie, 6 Episoden)
- 2004: Beyond the Sea – Musik war sein Leben (Beyond the Sea)
- 2005: Edison
- 2006: The Interrogation of Leo and Lisa (Kurzfilm)
- 2006: Superman Returns
- 2007: Die Gebrüder Weihnachtsmann (Fred Claus)
- 2007: Machine Child (Kurzfilm)
- 2008: 21
- 2008: Recount (Fernsehfilm)
- 2008: The Applicant (Kurzfilm)
- 2008: Telstar: The Joe Meek Story
- 2009: Shrink – Nur nicht die Nerven verlieren (Shrink)
- 2009: Moon (Stimme)
- 2009: Männer, die auf Ziegen starren (The Men Who Stare at Goats)
- 2010: Selfmade-Dad – Not macht erfinderisch (Father of Invention)
- 2010: Gorilla School (Fernsehserie, 13 Episoden)
- 2010: Casino Jack
- 2011: Der große Crash – Margin Call (Margin Call)
- 2011: The Organ Grinder’s Monkey (Kurzfilm)
- 2011: Kill the Boss (Horrible Bosses)
- 2011: Unzertrennlich (Xing ying bu li)
- 2012: Spirit of a Denture (Kurzfilm)
- 2012: American Masters (Fernsehserie, Episode 26x05, Stimme)
- 2012: Envelope (Kurzfilm)
- 2012: The Ventriloquist (Kurzfilm)
- 2013: At the Top (Kurzfilm, Stimme)
- 2013–2017: House of Cards (Fernsehserie, 65 Episoden)
- 2014: Nature Is Speaking (Webserie, Episode 1x03, Stimme)
- 2014: Kill the Boss 2 (Horrible Bosses 2)
- 2016: Elvis & Nixon
- 2016: Voll verkatert (Nine Lives)
- 2016: Tom Odell: Here I Am (Musikvideo)
- 2017: Vans (Kurzfilm)
- 2017: Rebel in the Rye
- 2017: Baby Driver
- 2018: Billionaire Boys Club
- 2018: Let Me Be Frank (Kurzfilm)
- 2019: KTWK (Kurzfilm)
- 2022: Bilo jednom u Hrvatskoj (Dokumentarfilm)
- 2022: L’uomo che disegnò Dio
- 2023: Control – Es gibt kein Entkommen (Control) (nur Stimme)
- 2024: Peter Five Eight
- 2024: The Contract

### Als Produzent
- 1999: The Big Kahuna – Ein dicker Fisch (The Big Kahuna)
- 2002: Uncle Frank (Dokumentation, Executive Producer)
- 2003: State of Mind (The United States Of Leland)
- 2004: Beyond the Sea – Musik war sein Leben (Beyond the Sea, auch Regie)
- 2006: Mein erster Mord (Mini’s First Time)
- 2006: The Sasquatch Gang
- 2008: Bernard and Doris (Executive Producer)
- 2008: 21
- 2009: Shrink – Nur nicht die Nerven verlieren (Shrink)
- 2009: Fanboys
- 2010: The Social Network (Executive Producer)
- 2011: Unzertrennlich (Inseparable, Executive Producer)
- 2012: Safe – Todsicher (Safe, Executive Producer)
- 2013: Captain Phillips (Executive Producer)
- 2013–2017: House of Cards (Fernsehserie, Executive Producer)

### Als Regisseur
- 1996: Albino Alligator
- 2004: Beyond the Sea – Musik war sein Leben (Beyond the Sea)
- 2020: 1-800 XMAS (Kurzfilm)

## Diskografie
- 1997: That Old Black Magic (Singleauskopplung aus dem Soundtrack von Mitternacht im Garten von Gut und Böse)
- 2004: Beyond the Sea – Musik war sein Leben (Soundtrack)
- 2007: Forever Cool (Titel: „Ain’t That a Kick in the Head“ und „King of the Road“)

## Auszeichnungen (Auswahl)

### Oscars
Prämierungen:
- 1996: Bester Nebendarsteller: Die üblichen Verdächtigen
- 2000: Bester Hauptdarsteller: American Beauty

### Golden Globe Awards
Prämierung:
- 2015: Bester Serien-Hauptdarsteller – Drama: House of Cards

Nominierungen:
- 1996: Bester Nebendarsteller: Die üblichen Verdächtigen
- 2000: Bester Hauptdarsteller – Drama: American Beauty
- 2002: Bester Hauptdarsteller – Drama: Schiffsmeldungen
- 2005: Bester Hauptdarsteller – Komödie oder Musical: Beyond the Sea – Musik war sein Leben
- 2009: Bester Hauptdarsteller – Mini-Serie oder Fernsehfilm: Recount
- 2011: Bester Hauptdarsteller – Komödie oder Musical: Casino Jack
- 2014: Bester Serien-Hauptdarsteller – Drama: House of Cards

### Primetime Emmy Awards
Nominierungen:
- 2008: Bester Film-Hauptdarsteller – Drama: Recount
- 2013: Bester Serien-Hauptdarsteller – Drama: House of Cards
- 2014: Bester Serien-Hauptdarsteller – Drama: House of Cards
- 2015: Bester Serien-Hauptdarsteller – Drama: House of Cards

### British Academy Film Award
Prämierung:
- 2000: Bester Hauptdarsteller: American Beauty

Nominierungen:
- 1998: Bester Hauptdarsteller: L.A. Confidential
- 2002: Bester Hauptdarsteller: Schiffsmeldungen

### Saturn Awards
Nominierungen:
- 1993 für den besten Nebendarsteller in Gewagtes Spiel
- 2002 für den besten Hauptdarsteller in K-PAX – Alles ist möglich

### Goldene Kamera
Prämierung:
- 2015: Bester Schauspieler International

### Order of the British Empire
- 2016: Ernennung zum „Knight Commander“ (KBE) durch Prinz Charles (von Großbritannien)

### Nationales Filmmuseum Turin
- 2023: Preis „Stella della Mole Award“ für das Lebenswerk